# Pfarrhof (Tirschenreuth)

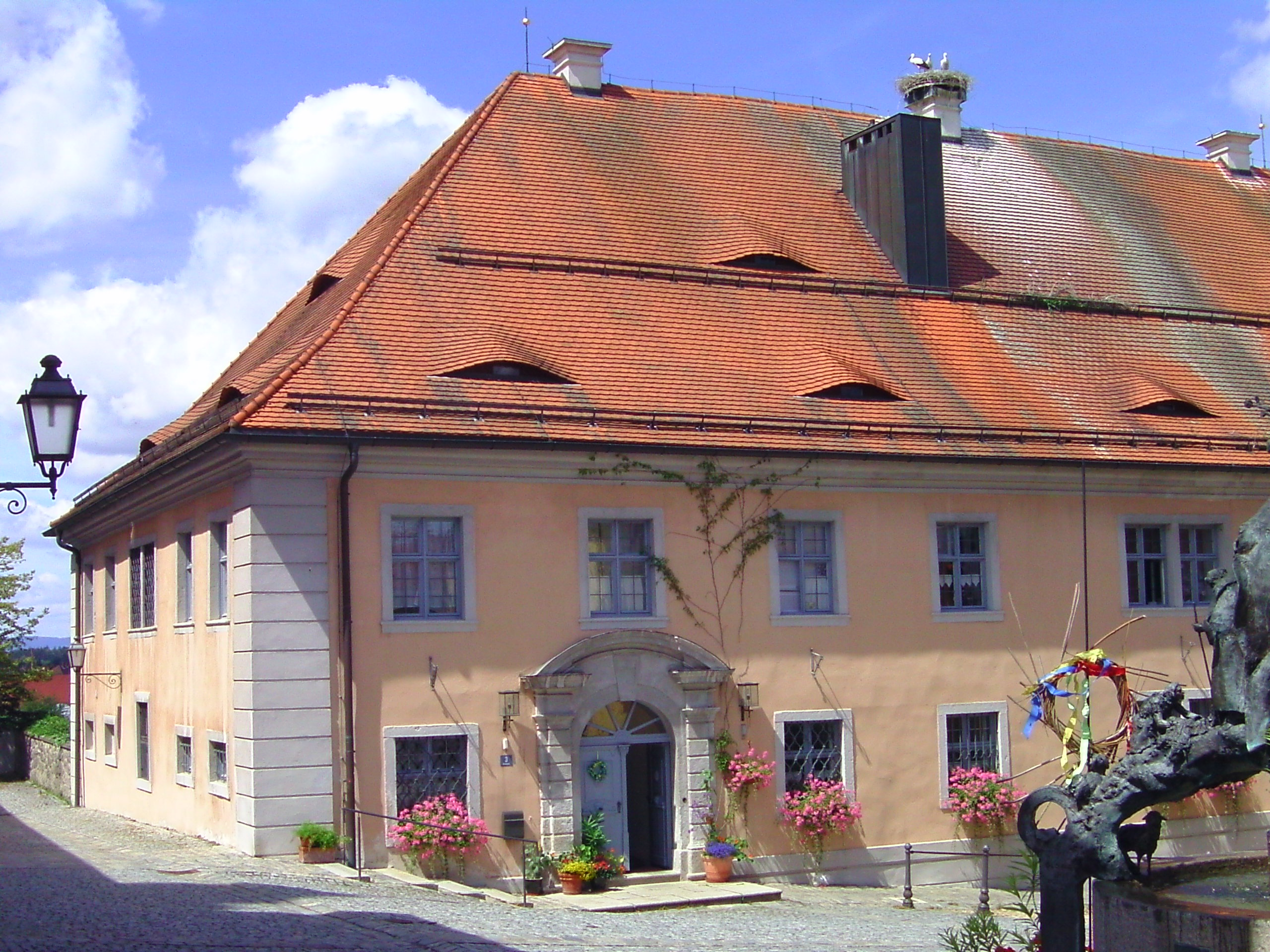
Pfarrhof am Kirchplatz

Der katholische  Pfarrhof  in der bayerischen Kreisstadt Tirschenreuth ist das Verwaltungsgebäude der katholischen Gemeinde in Tirschenreuth. Das denkmalgeschützte Gebäude am Kirchplatz gilt als Baudenkmal. Es befindet sich direkt neben der Stadtpfarrkirche.
Das Gebäude wurde 1720 erbaut und besitzt ein breit gelagertes Walmdach mit zwei Portalen. Auf dem Dach wurde ein Storchennest angebracht.
Der Pfarrhof überstand als nahezu einziges Gebäude in der Stadt den großen Stadtbrand von Tirschenreuth im Jahr 1814.